# The Coed and the Zombie Stoner
Pour plus de détails, voir Fiche technique et Distribution.
The Coed and the Zombie Stoner est un film de Glenn Miller, sorti en 2014. Il met en vedettes comme acteurs principaux Catherine Annette, Grant O'Connell, Jamie Noel, Aaron Caleb, Dora Pereli, Lena Young, Ben Whalen et Josh Lee Aikin.

## Synopsis
Quand une étudiante ringarde, appartenant à une sororité, tombe amoureuse d'un zombie, ce n'est qu'une question de temps avant que l'apocalypse zombie ne se déchaîne sur le campus. La fille découvre que le cannabis est le remède. Maintenant, elle doit faire fumer toute l’école avant qu’il ne soit trop tard.

## Distribution
- Catherine Annette : Chrissy
- Grant O'Connell : Rigo
- Jamie Noel : Bambi
- Aaron Caleb : Brad
- Dora Pereli : Bunny
- Lena Young : Bibi
- Ben Whalen : P.J.
- Josh Lee Aikin : Kamikaze
- Andrew Clements : Spike
- Louis Dezseran : Dr. Avon
- Diane Chambers : Professeur Hagfish
- Mindy Robinson : Infirmière Escandalo
- Haley Beedle : Phyllis
- Christine Nguyen : Bibliothécaire
- Mick Lambuth : Garçon geek
- Paul Statman : Adolf[2]

## Production
Le tournage a eu lieu à Los Angeles, en Californie, aux États-Unis. Le film est sorti le 18 avril 2014 aux États-Unis, son pays d’origine.

## Réception critique
Nav Qateel, dans INFLUX Magazine, estime que « La direction de Miller laissait beaucoup à désirer, avec une majorité de la distribution clairement inexpérimentée ». Il déplore également que « Le scénario a été écrit par Scotty Mullen, et son manque d’expérience s’est manifesté. Cela ressemblait à un brouillon plutôt qu’à un script fini. Tout le film reposait sur des gags merdiques avec des filles nues hurlantes qui couraient partout. »
The Coed and the Zombie Stoner a un score d’audience de 19% sur Rotten Tomatoes.